# Szerszámgépek koordinátái

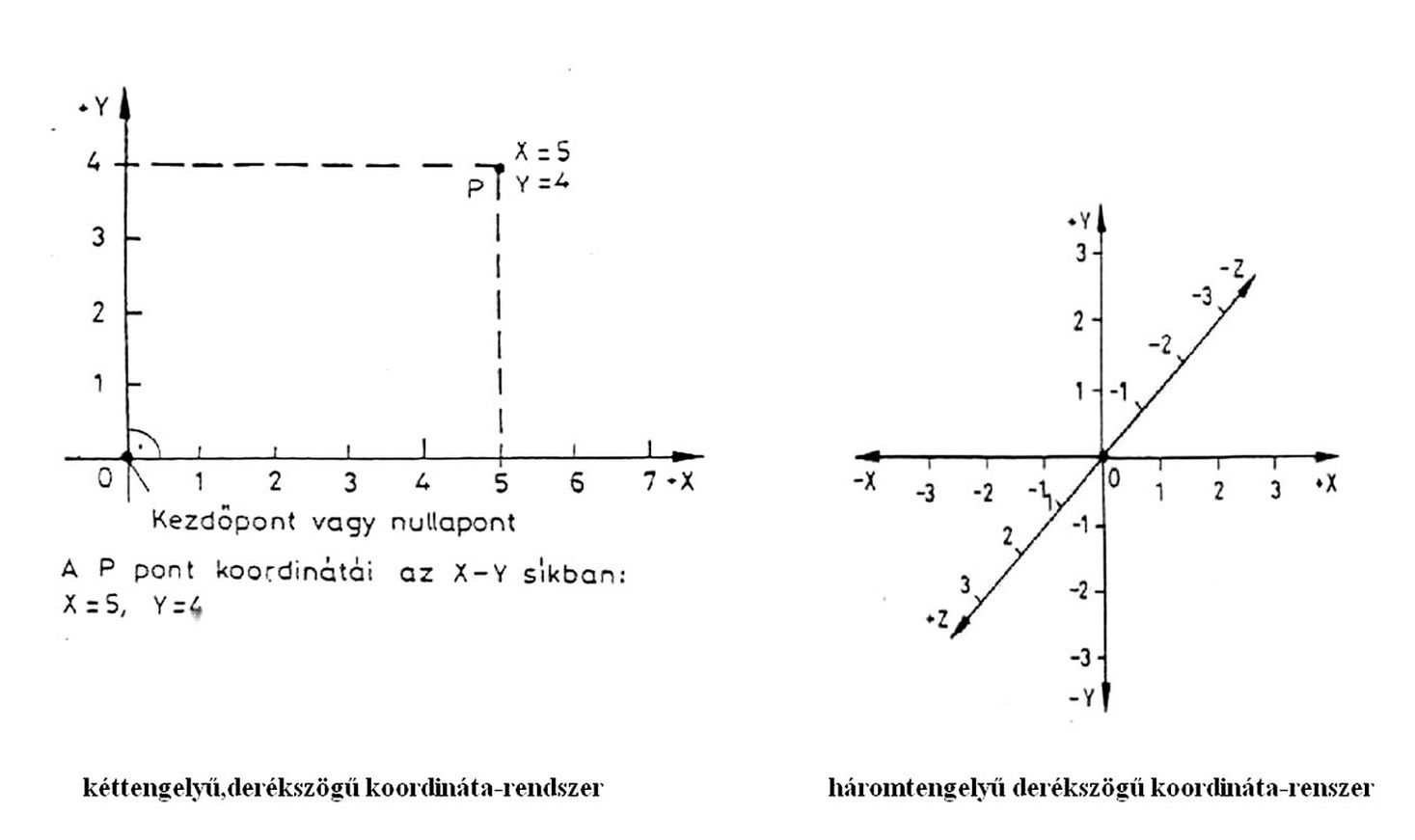
Két- és háromtengelyű koordináta-rendszer

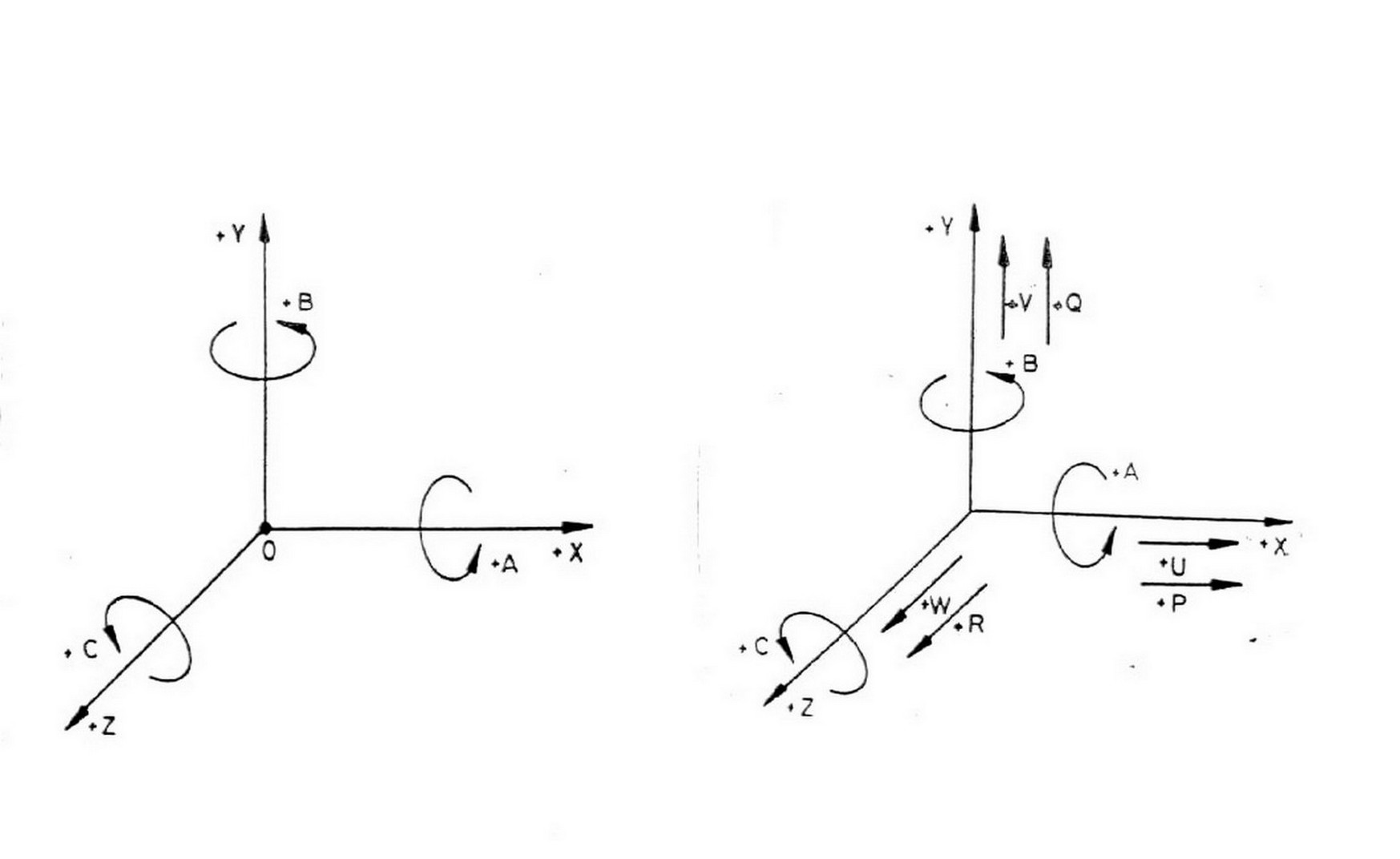
Forgómozgás

A CNC szerszámgépeken a különböző szerszámoknak pontosan meghatározott pályát kell leírniuk a munkadarab megmunkálása során. A program bevitelekor ezt rögzítik. Ennek megvalósításához a szerszámgép munkaterében lévő összes pontot egyértelműen kell megjelölni. Az egyértelmű megjelölésre a koordináta-rendszerek szolgálnak.
A koordináta-rendszer lehet:
- kéttengelyű vagy
- háromtengelyű.

A kéttengelyű koordináta-rendszernél egymást derékszögben metsző két tengely (x tengely, y tengely) alkotja.
Ha a kéttengelyű koordináta-rendszerhez hozzárendelünk egy harmadik tengelyt, amely a kezdőpontban az első két tengely alkotta síkra merőleges, azt háromtengelyű koordináta-rendszernek nevezzük. A harmadik tengelyünk a z tengely lesz.

## Koordináta-rendszerek hozzárendelése az egyes szerszámgépekhez
A koordináta-rendszert hozzárendeljük valamely szerszámgéphez; általában a főorsó a mérvadó. Tehát a munkadarab koordináta-rendszerét a főorsótól nézik.
- A nem billenthető főorsójú gépek esetében:

A z tengely párhuzamos a főorsóval, egybeesik vele. A tengely pozitív iránya a munkadarabtól a szerszám felé mutat.
Az x tengely a helyzetállító sík fő tengelye; alapjában véve párhuzamos a munkadarabot felfogó felülettel, és rendszerint vízszintes helyzetű.
Az y tengely helyzete és iránya a háromtengelyes koordináta-rendszer z és x tengelyének helyzetéből és irányából adódik.
Forgószerszámos gépeken a következők érvényesek:
- Vízszintes z tengely esetén a pozitív x tengely jobbra mutat, ha a főorsó felől nézzük a munkadarabot.
- Függőleges z tengely esetén a pozitív x tengely jobbra mutat; ha a főorsó felől a gép állvány felé nézünk olyan gépek, pl. esztergák esetében, amelyben a munkadarab forog, a következők érvényesek:

A pozitív x tengely sugárirányban merőleges a munkadarab tengelyére, és a keresztvezetékkel párhuzamos. Az x tengely pozitív iránya a munkadarab tengelye  felől a fő szerszámtartó felé mutat. A munkadarab és a szerszámtartó mozgásirányának és jellegének egyértelműen leírhatónak kell lennie. A mozgásirányt és a mozgás jellegét a munkadarabnak a koordináta-rendszerben rögzített méretmegadásra vonatkoztatják. Az egyenes vonalú mozgásokat az x, y és z tengely elrendezése meghatározza. Azokat a tengelyekkel párhuzamos forgómozgásokat, amelyeket a gép részei végeznek, rendelik hozzá A, B és C mozgásként a tengelyekhez.
A forgómozgásokat pozitív és negatív iránnyal írják le.
- Pozitív forgásirány: a koordináta-tengely pozitív iránya felé nézve a forgás az óramutató járásával megegyezik.
- Negatív forgásirány: a koordináta-tengely pozitív iránya felé nézve a forgás az óramutató járásával ellentétes.

Ha a szerszámgépnek vannak olyan részei, amelyek nem vagy nem mindig párhuzamosak, az x, y vagy z tengellyel ezek mozgástengelye U, V, W, P, Q, R betűvel jelölhetők. Figyelni kell, hogy az x, y, z koordináta-tengelyek a főorsóhoz legközelebb legyenek. Az x, y és a z tengely irányban a tengelyekkel párhuzamos forgómozgások jelölései megfelelően érvényesek a párhuzamosan hozzájuk rendelt tengelyre is.
- Relatív szerszámmozgás

A beállító és megmunkáló mozgást végezheti a szerszámtartó vagy a munkadarabtartó anélkül, hogy a megmunkálás iránya megváltozna. Az egységes programozás érdekében feltételezzük, hogy a munkadarab nyugalomban marad, és csak a szerszám mozog. Ebben az összefüggésben relatív szerszámmozgásról beszélünk. Az összes mozgást a hozzárendelt koordináta-rendszerre vonatkoztatjuk. Minden mozgás vonatkoztatási pontját ennek a koordináta-rendszernek a kezdőpontjában, nullpontjában jelöljük ki.
1. Pozitív irányú mozgás: a vonatkoztatási pont és a szerszám közötti távolság pozitív tengelyirányban nő.
2. Negatív irányú mozgás: a vonatkoztatási pont és a szerszám közötti távolság negatív tengelyirányban nő.

## Vonatkoztatási pontok és koordináta-rendszerek
A koordináta tengelyen kívül a számvezérlésű szerszámgépeken meghatározott pontokat is megjelölnek, amelynek a programozás és gépkezelés során van jelentősége.
A fontosabb vonatkoztatási pontok:
- Gépi nullpont
- Referenciapont
- A munkadarab nullpontja
- A szerszámtartó vonatkoztatási pontja

1. Gépi nullpont. A gépi nullpontot a szerszámgép gyártója rögzíti. A gépen minden további összes koordináta-rendszer és vonatkoztatási pont kiindulópontja. Esztergákon ez a pont általában a főorsó ütközési felületének középpontján helyezkedik el. A gépi nullpont nem változtatható.
2. Referenciapont. A referenciapont általában a munkatér határában található. A vezérlőberendezés bekapcsolása után lehetővé teszi a szerszámgépünk útmérőjének hitelesítését. A referenciapont értékei, koordinátái mindig ugyanazok az értékek. A referenciapontot mindig a gép gyártója határozza meg, melyet azért rögzítenek, hogy a szerszámot a munka megkezdése előtt pontosan ugyanabba a helyzetbe lehessen visszaállítani.
3. A munkadarab nullpontja. Ez a pont szabadon választható. A munkadarab nullpontja a munkadarab koordináta-rendszerének kezdőpontja. A munkadarab nullpontjának kijelölésekor mindig arra gondoljunk, hogy lehetőleg megkönnyítsük a programozási munkát. A mai gyakorlatban a munkadarab nullpontját a munkadarab tényleges hosszméretének síkjára helyezik.
4. Szerszámtartó vonatkoztatási pontja. A szerszámtartó vonatkoztatási pontja egybeesik a szánszerkezetre felszerelt szerszámtartó állandó pontjával. Erre a vonatkoztatási pontra külső szerszámbemérés esetén lehet szükségünk.